# ديف بينو
ديف بينو (بالإنجليزية: Dave Pino)‏ هو موسيقي أمريكي، ولد في 8 أغسطس 1977 في والثام في الولايات المتحدة.

## وصلات خارجية
- ديف بينو على موقع ميوزك برينز (الإنجليزية)
- ديف بينو على موقع ديسكوغز (الإنجليزية)